# Tout-rien
Pour plus de détails, voir Fiche technique et Distribution.
Tout rien est un film d'animation québécois réalisé par Frédéric Back, sorti en 1980.

## Fiche technique
- Titre français : Tout rien
- Réalisation : Frédéric Back
- Scénario : Frédéric Back
- Pays d'origine : Canada
- Format : Couleurs - 35 mm
- Genre : animation, court métrage
- Durée : 11 minutes
- Date de sortie : 1980